# Dolci carnevaleschi

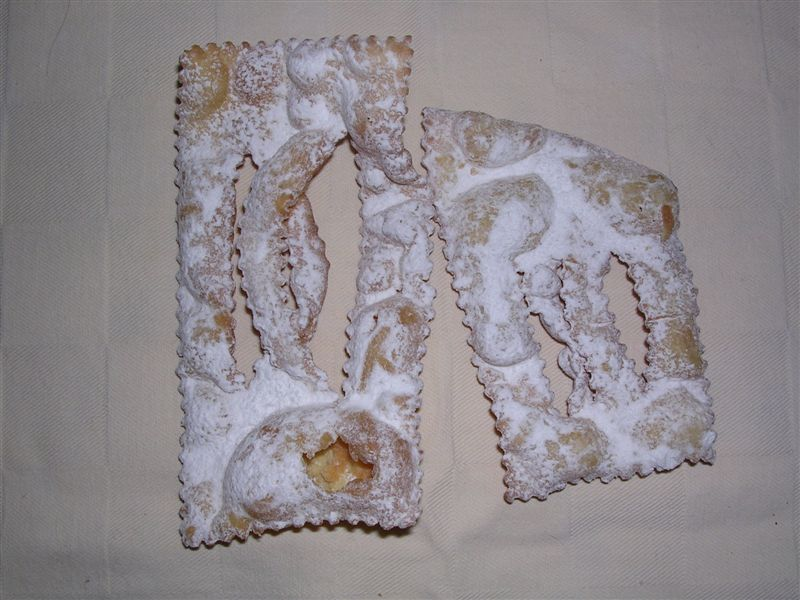
Chiacchiere (tutta Italia)

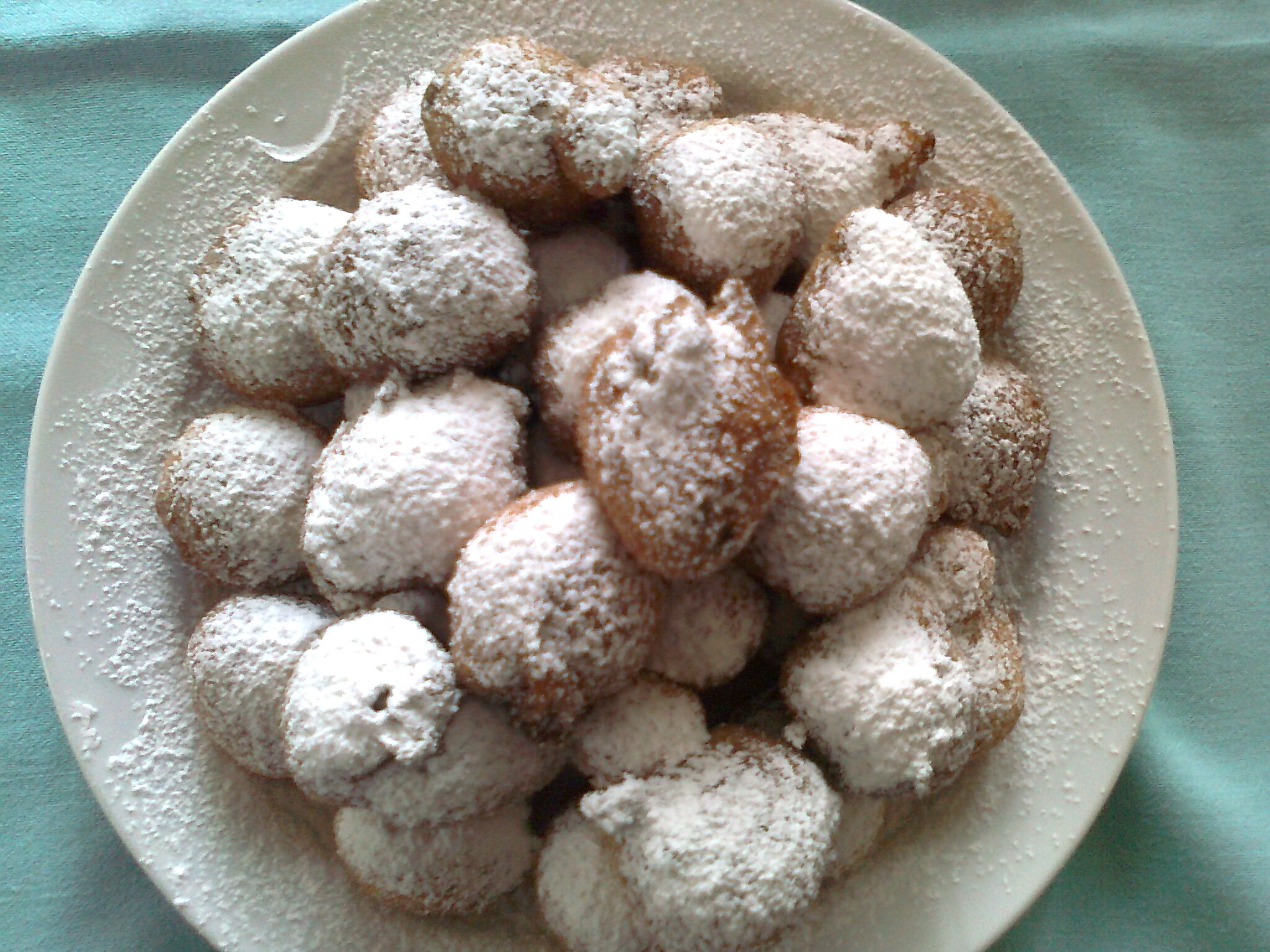
Frittelle di carnevale (mantovano)

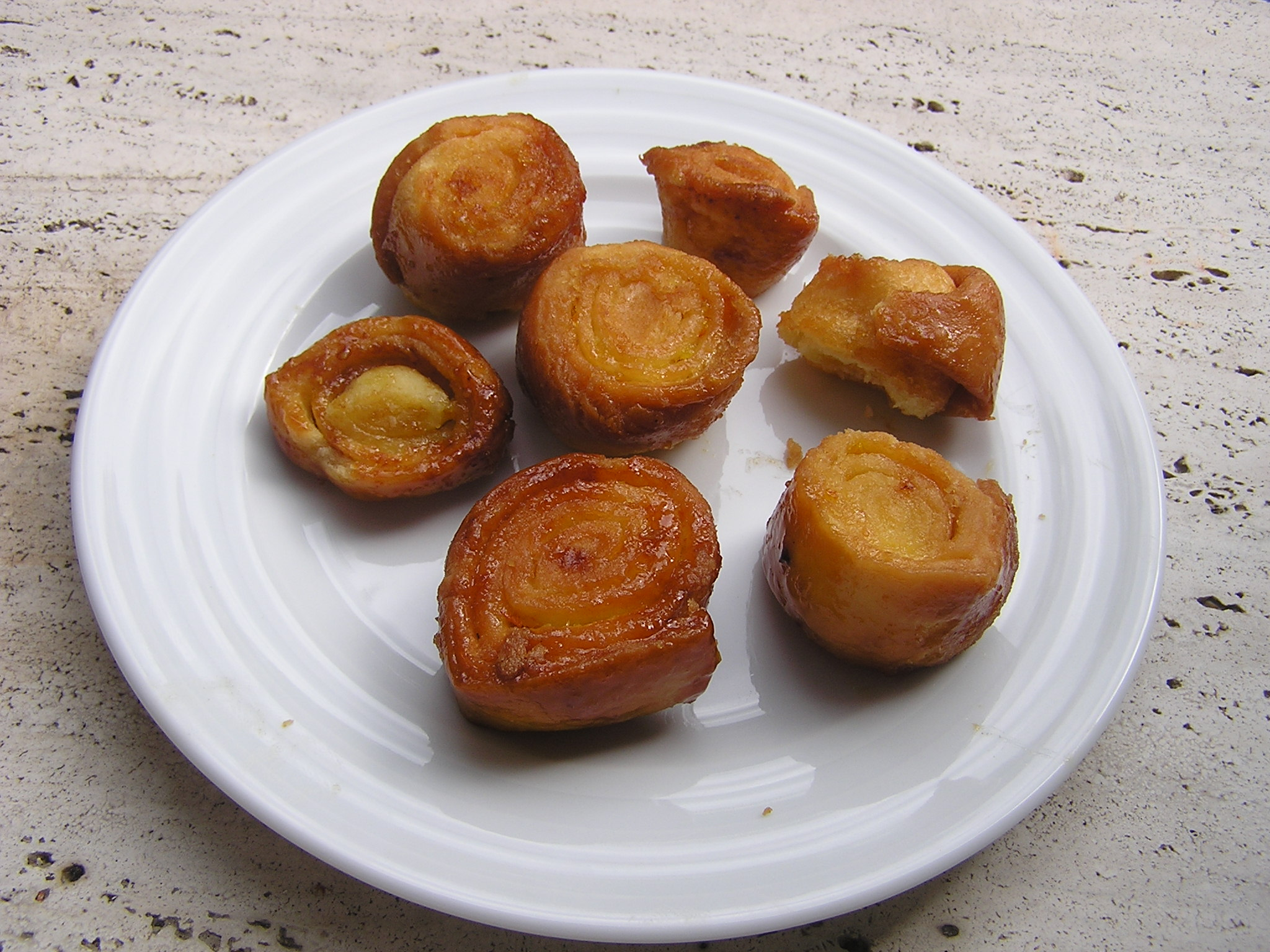
Arancini (Marche)

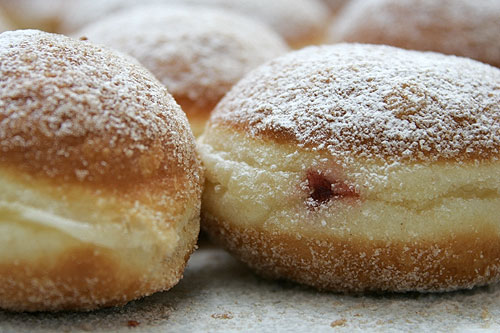
Krapfen (Alto Adige)

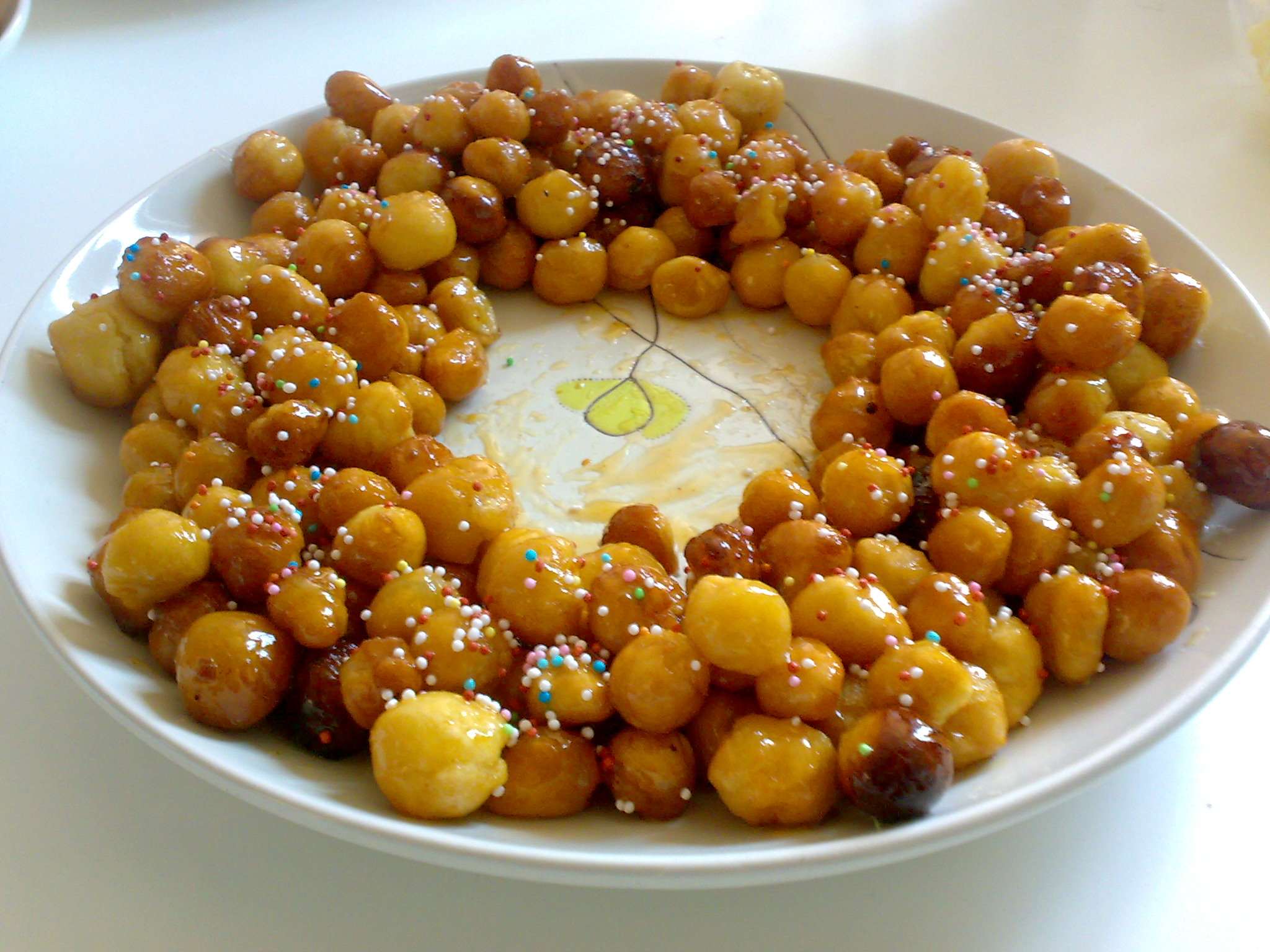
Cicerchiata (Abruzzo, Marche, Molise, Umbria)

I dolci carnevaleschi sono particolari dolci preparati in occasione del Carnevale.

## Dolci carnevaleschi in Italia
In Italia esiste una vasta gamma di dolci di Carnevale preparati artigianalmente e in casa, che accompagnano le sfilate di carri e di maschere nei giorni che precedono il Mercoledì delle Ceneri, con una piccola diversificazione secondo i luoghi, dei dolci tipici e dei nomi a loro attribuiti.

### Tipologie

#### Dolci lievitati
- Schiacciata alla fiorentina, diffuso in Toscana
- Berlingozzo, diffuso in Toscana
- Krapfen, diffuso in Alto Adige
- Mantovane di Cossato prodotto a Cossato (Biella) in Piemonte. Sono dolciumi semisferici di pasta sfoglia, ripieni di una soffice farcita di mandorle e di marmellata. Si utilizzano ingredienti come farina di frumento, burro, uova, zucchero, mandorle dolci e amare, marmellata di agrumi, uva sultanina e sale. La forma ricorda le tende mantovane, da cui il nome
- Piadina della Madonna del Fuoco, dolce tipico di Forlì: l'abbinamento col carnevale nasce dal fatto che la ricorrenza della Madonna del Fuoco, patrona di Forlì, cade il 4 febbraio e quindi sempre prima dell'inizio del carnevale.

#### Dolci fritti
Sono considerati il dolce simbolo del Carnevale.
A seconda dell'aspetto e del metodo di preparazione, si possono suddividere in vari tipi.
- Pallottole fritte, talora ripiene:
  - brighelle (bignè ripieni di crema chantilly)
  - castagnole, diffuse in tutta Italia;
  - frìtołe, tipicamente veneziane;
  - frittelle, del mantovano;
  - caragnoli e rosacatarre del Molise.
- Pasta lievitata, chiusa ad anello e fritta:
  - ciambelle di Carnevale;
  - zeppole, diffuse in varie regioni d'Italia (in altre regioni questi dolci vengono però preparati per la festa di San Giuseppe).
- Pasta tagliata a nastri e fritta:
  - crostoli, diffusi in tutta Italia con nomi vari nelle varie regioni, tra cui: chiacchiere, cenci, frappe, sfrappe, sfrappole, manzole, bugie, galani, intrigoni, lattughe, maraviglias, fiocchi, fiocchetti[2]
- Dolci fritti e ricoperti di miele:
  - arancini di carnevale, diffusi nelle Marche;
  - cicerchiata, diffusa in Umbria, Marche e Abruzzo.

#### Derivati del cioccolato
- Sanguinaccio dolce

## Dolci carnevaleschi in Colombia
In Colombia è tipico della cucina locale l’Enyucado, un dolce a base di yucca e cocco.

## Dolci carnevaleschi in Germania
- Krapfen